# اریک وایننا
اریک وایننا (انگلیسی: Erick Wainaina؛ زادهٔ ۱۹ دسامبر ۱۹۷۳) دونده دو استقامت، و ورزشکار دو و میدانی اهل کنیا است.